# Lieser (rivière d'Allemagne)
Pour les articles homonymes, voir Lieser.
La Lieser est une rivière allemande de 74 km de long qui coule dans le Land de Rhénanie-Palatinat. C'est un affluent de rive gauche de la Moselle et donc un sous-affluent du Rhin. Elle naît dans le massif de l'Eifel et coule globalement vers le sud pour confluer en amont de Bernkastel.